# Hermann Böhm
Hermann Böhm, född 18 januari 1884 i Rybnik, Schlesien, död 11 april 1972 i Kiel, var en tysk sjömilitär. Han befordrades till generalamiral 1941.